# Gewöhnlicher Köpfchenpolyp

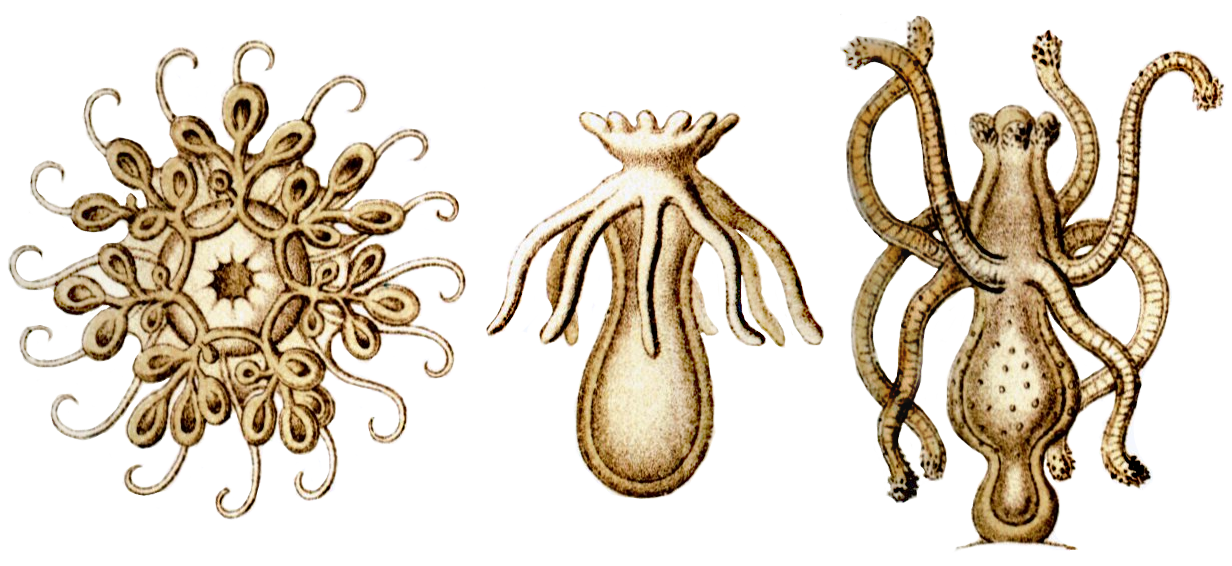
Zeichnungen verschiedener Entwicklungsstadien. Links: Mundbereich eines Polypen von oben: Mitte: Junge Larve. Rechts: Actinula (ältere Larve).

Der Gewöhnliche Köpfchenpolyp (Ectopleura larynx), auch Röhrenpolyp genannt, ist eine Art der zu den Nesseltieren gehörenden Hydrozoen.

## Merkmale
Die Art bildet Kolonien, welche meist auf Festkörpern unterhalb der Niedrigwasserlinie sitzen. Sie können aber auch an Algen, Treibgut oder der Unterseite von Booten festgeheftet sein und mit ihrem Substrat frei umherschwimmen. Auf 5–10 cm langen, meist nicht länger als 6 cm werdenden, Stielröhren, sitzen die blassrosanen bis roten Köpfchen, welche etwa 2–3 cm lang sind. Diese besitzen zwei weiße Tentakelkränze mit insgesamt etwa 20 Tentakeln, einen unmittelbar um die Mundöffnung, den anderen an der Basis. Die Geschlechtsknospen (Gonophoren) befinden sich zwischen den beiden Tentakelkränzen. Hier werden Sporosacs, zurückgebildete Medusen, entwickelt, die Geschlechtszellen erzeugen. Die einzelnen Hydroidpolypen können sich in die Stielröhren zurückziehen oder aus ihnen hervortreten. Hervorgetreten wirken sie wie ein Büschel von roten Blumen. Die Stiele bestehen aus den Hydrocauli, die von einer Hülle aus Chitin und Proteinen (Stielröhren, Perisarc) umgeben sind, sind gelblich strohfarben gefärbt und an der Basis (Stolo), die etwa 0,5 cm im Durchmesser misst, verzweigt. Abgebrochene Stiele der Kolonien können nachwachsen.
Eine ähnliche Art ist Tubularia indivisa. Diese Art wird mit bis zu 15 cm aber deutlich höher als Ectopleura larynx.

## Verbreitung und Lebensraum
Die Art ist im nördlichen Atlantik verbreitet und kommt auch im Mittelmeer und in der Nordsee bis zum Kattegat vor. Neben den europäischen Vorkommen lebt die Art auch an den Küsten Nordamerikas, Australiens, Neuseelands und anderer Teile der Welt, was auf Verschleppungen durch die Schiffsfahrt zurückzuführen ist.
Die Art lebt bevorzugt im flachen Wasser bis etwa 100 m Tiefe und ist tolerant gegenüber starken Strömungen. Hier werden sie regelmäßig in sehr hohen Individuendichten von mehreren zehntausend Individuen auf Substraten wie Steinblöcken, Geröll, Felsen oder Wracks gefunden.

## Lebensweise
Im Sommer werden von den Medusen schwimmende Spermien in das Wasser abgegeben und von den weiblichen Reproduktionsorganen attrahiert (Chemotaxis). Die Befruchtung findet in den weiblichen Medusen statt. Aus den befruchteten Eiern entstehen pelagische, mobile Actinula-Larven, aus denen schließlich neue Polypen entstehen. Die festsitzenden (sessilen) Polypen vermehren sich asexuell, während die an den Polypen sitzenden Medusen Eizellen und Spermien produzieren. Die Art ernährt sich durch Filtrieren von kleinen Tierchen (Zooplankton) und Detritus.

## Taxonomie
Die Art wurde 1786 von Ellis und Daniel Solander unter dem Namen Tubularia larynx erstbeschrieben. Weitere Synonyme lauten:
- Thamnocnidia larynx (Ellis & Solander, 1786)
- Thamnocnidia spectabilis A.Agassiz, 1862
- Thamnocnidia tenella A.Agassiz, 1862
- Thamnocnidia tubularoides A.Agassiz, 1862
- Tubularia attenuata Allman, 1864
- Tubularia bellis Allman, 1863
- Tubularia britannica Pennington, 1885
- Tubularia bryoides Ehrenberg, 1834
- Tubularia coronata Abildgaard, 1806
- Tubularia gracilis Harvey, 1836
- Tubularia humilis Allman, 1864
- Tubularia muscoides Pallas, 1766
- Tubularia pacifica Allman, 1872
- Tubularia polycarpa Allman, 1872
- Tubularia polyceps Dalyell, 1835
- Tubularia pygmea Lamouroux, 1816
- Tubularia spectabilis (Agassiz, 1862)
- Tubularia tenella (Agassiz, 1862)
- Vorticlava humilis Alder, 1856